# L'estació
L'estació (títol original: La stazione) és una pel·lícula italiana de Sergio Rubini estrenada l'any 1990. Ha estat doblada al català.

## Argument
Jove cap d'estació maníac de les estadístiques, Domenico s'ocupa d'una petita parada a la Pulla. Flavia, una jove burgesa, arriba de nit a la seva estació. Espera el primer tren del matí per Roma. Arriba aviat el seu promès, Danilo, que intenta de convèncer-la de tornar a la recepció que ha abandonat i sobretot compta servir-se d'ella per sortir d'un fosc afer. Però Flavia rebutja de seguir-lo. Domenico s'interposa entre ells.

## Repartiment
- Sergio Rubini: Domenico
- Margherita Buy: Flavia
- Ennio Fantastichini: Danilo
- Popeck

## Premis
- Premi de la critica al Festival de Venècia el 1990.
- Premi David Di Donatello a la millor actriu per Margherita Buy i al millor director per Sergio Rubini el 1991 i 8 nominacions
- Ruban d'argent a la millor actriu per Margherita Buy i al millor director per Sergio Rubini pel Sindicat nacional italià de Periodistes de Cinema l'any 1991.

## Crítica
- "Basada en una obra teatral amb tres personatges i escenari únic. La situació proposada té el seu enginy i gràcia; No desperta entusiasme, tan sols tracta de posar en imatges una història simple, suaument complexa en les seves implicacions"[3]